# Kościół św. Józefa w Kalwarii Zebrzydowskiej
Kościół Świętego Józefa – rzymskokatolicki kościół parafialny należący do dekanatu Kalwaria archidiecezji krakowskiej.
Prace budowlane zostały rozpoczęte w 1902 roku: w dniu 17 czerwca zostały rozpoczęte wykopy pod fundamenty, a w dniu 29 lipca został poświęcony kamień węgielny. W tym samym czasie w prasie ukazała się odezwa z prośbą o finansowe wsparcie budowy razem z ryciną przedstawiającą projektowaną świątynię. W 1906 roku świątynia została zasklepiona, zostały wyprawione i pomalowane mury we wnętrzu, został urządzony chór muzyczny, została położona posadzka oraz zostały oszklone okna. W dniu 19 marca 1908 roku świątynia została poświęcona przez księdza Józefa Niecia, proboszcza parafii w Zebrzydowicach. Już w roku 1911 do prezbiterium od strony zachodniej została dobudowana zakrystia. Następnie dzięki funduszom uzyskanym od parafian i Ludwika Hammerlinga, właściciela pobliskiej wsi Brody, do płytkich ramion transeptu zostały dobudowane kaplice: południową w 1924 roku i północną w 1925 roku, według projektu Józefa Merendy, budowniczego z Podgórza (ołtarze kaplic, odpowiednio pod wezwaniem Serca Pana Jezusa i Matki Boskiej Niepokalanie Poczętej, zostały zbudowane w 1929 roku przez Szczepana Łojka, właściciela fabryki mebli). W 1924 roku została ukończona fasada świątyni. 
Jest to budowla wzniesiona w stylu eklektycznym. Świątynia jest murowana, wybudowana z cegły, kaplice i zakrystia są otynkowane. Kościół jest jednonawowy, posiada plan krzyża oraz transept o silnie zmniejszonych ramionach, przedłużonych o zamknięte trójbocznie kaplice. Prezbiterium posiada szerokość równą szerokości nawy, jest krótkie, zamknięte trójbocznie, skierowane w stronę zachodnią; za nim – na osi świątyni jest umieszczona zakrystia. Nawa posiada cztery przęsła, w przęśle trzecim znajduje się chór muzyczny; przęsło czwarte znajdujące się przy fasadzie jest zredukowane, w jego dolnej kondygnacji są umieszczone: kaplica Pana Jezusa Miłosiernego (od strony południowej), przedsionek oraz schody prowadzące na chór muzyczny i wieżę. Prezbiterium i kaplice są zasklepione półkoliście, nawa nakryta jest systemem sklepień żaglastych. Okna prostokątne są zamknięte półkoliście; we wszystkich znajdują się witraże, oprócz dwóch w przęśle czwartym, w których są umieszczone szybki kolorowe i trawione. Ściany i sklepienia są pokryte malowidłami figuralno-ornamentalnymi w stylu młodopolskim posiadającymi elementy art déco (między innymi są to postacie świętych polskich i Aniołowie Stróżowie). Wyposażenie reprezentuje głównie style: barokowy (ołtarz główny) i neobarokowy. Fasada jest zwieńczona trójkątnym szczytem, na osi znajduje się wieża; nad wejściem jest umieszczony okulus z witrażem, a po bokach nisze z figurami.